# Kassian Lauterer
Kassian (Otto) Lauterer (Bregenz, 29 gennaio 1934 – Bregenz, 19 ottobre 2022) è stato un abate austriaco.

## Biografia
Padre Kassian (Otto) Lauterer è nato a Bregenz il 29 gennaio 1934.

### Formazione e ministero sacerdotale
Il 19 agosto 1951, prima ancora di terminare gli studi al Collegium Bernardi della badia di Mehrerau, entrò come novizio nell'Ordine cistercense. Assunse il nome religioso di Kassian in onore di Kassian Haid (1879-1949), 75º abate generale della dell'Ordine cistercense. Il 20 agosto 1952 emise la professione solenne. Studiò teologia cattolica e filosofia presso la scuola teologica dell'abbazia e dal 1955 all'Università di Friburgo.
Il 6 agosto 1957 fu ordinato presbitero da monsignor Bruno Wechner, vescovo ausiliare di Innsbruck-Feldkirch. In seguito fu insegnante di filosofia e religione e prefetto del collegio dell'abbazia. Nel 1960 conseguì il dottorato in teologia all'Università di Friburgo.

### Ministero abbaziale

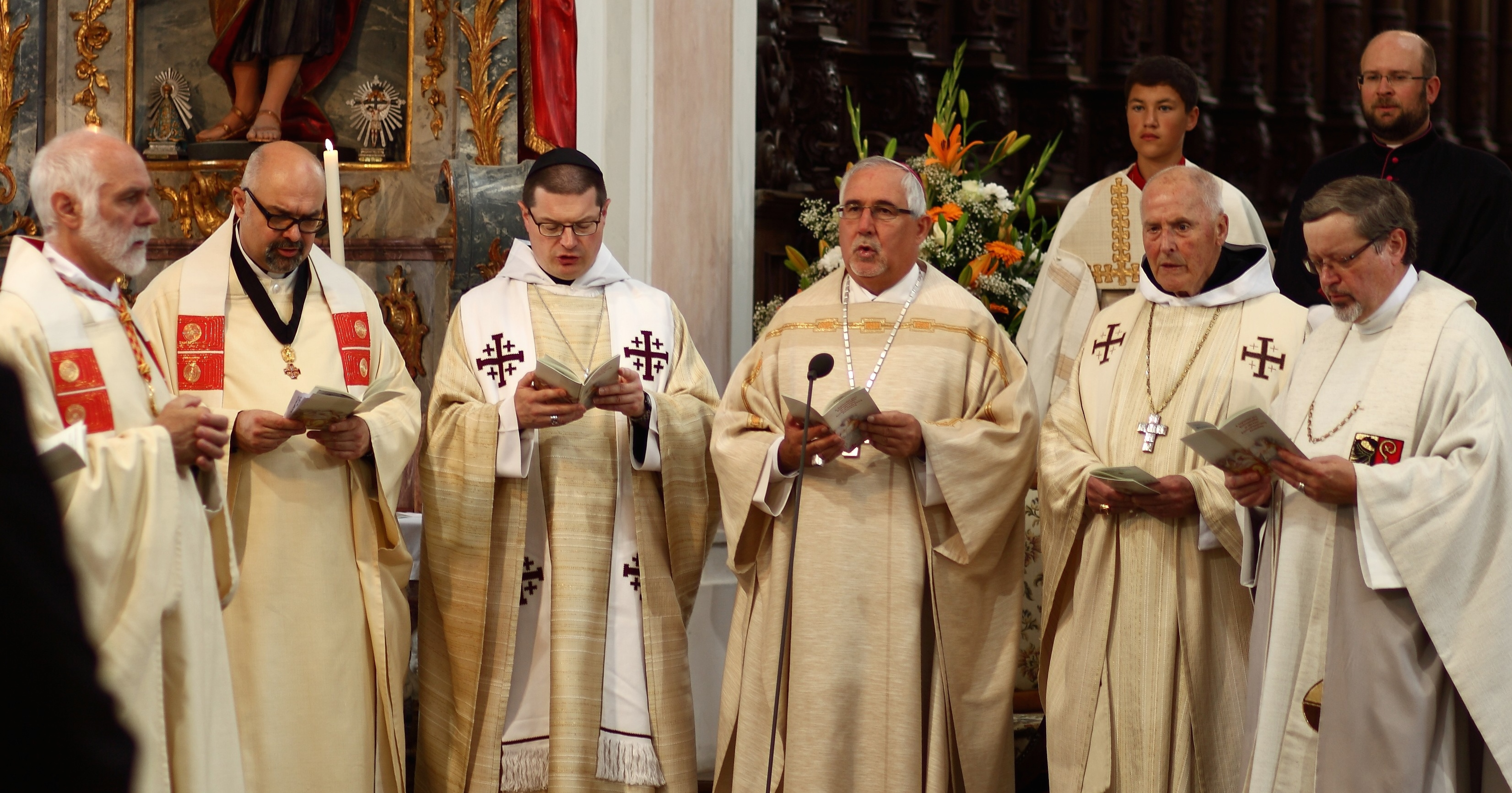
Messa con il vescovo Gebhard Fürst nell'ex abbazia di Ochsenhausen il 6 settembre 2014.

Il 19 agosto 1968 fu eletto abate di Wettingen e priore di Mehrerau. Assunse la guida della Congregazione di Mehrerauer, un'associazione volontaria a livello mondiale di diverse abbazie. Il 31 agosto papa Paolo VI confermò l'elezione. Ricevette la benedizione abbaziale il 26 ottobre successivo dal cardinale Benno Walter Gut, prefetto della Congregazione dei riti. Dal 1975 diresse la conferenza religiosa della diocesi di Feldkirch. Come abate di un'abbazia territoriale era anche membro della Conferenza episcopale austriaca.
Nel 1977 il cardinale Maximilien de Fürstenberg lo nominò commendatore con placca dell'Ordine equestre del Santo Sepolcro di Gerusalemme. Ricevete le insegne dell'ordine in una cerimonia tenutasi il 5 dicembre di quell'anno a Innsbruck da monsignor Jakob Weinbacher, vescovo ausiliare di Venna e gran priore della luogotenenza d'Austria. Nel 1978 fondò la commenda di Bregenz e fu priore della stessa fino al 2009.
Continuò a insegnare religione al Collegium Bernardi fino al suo ritiro. Nel 2012 venne accusato non solo di aver permesso che restasse in servizio un noto nel collegio un sacerdote condannato per pedofilia, ma anche, dopo che le aggressioni sessuali sono divenute pubbliche, di aver chiesto alle vittime interessate di mantenersi tranquille, provvedendo al trasferimento del colpevole, e astenersi dallo sporgere denunce. Lauterer negò le accuse. L'abate Anselm van der Linde, il suo successore, si è occupò di gestire lo scandalo risarcendo le vittime e cercando di creare una base economicamente sostenibile per la comunità monastica.
Già al raggiungimento dei 70 anni aveva offerto le sue dimissioni, ma i confratelli le respinsero. Il 29 gennaio 2009 papa Benedetto XVI accettò la sua rinuncia al governo pastorale dell'abbazia territoriale per raggiunti limiti di età.
Scrisse diversi contributi sulla storia e sulla spiritualità religiosa dell'Ordine cistercense nelle pubblicazioni commemorative e nelle opere raccolte e pubblicate dalla rivista Cistercienser-Chronik.
Era membro onorario della confraternita KaV Marco-Danubia di Vienna dal 1989 e ricevette l'anello d'onore della città di Bregenz, capitale dello Stato, nel 1990.
Morì nell'ospedale statale Bregenz il 19 ottobre 2022 all'età di 88 anni dopo una breve malattia. Le esequie si tennero il 26 ottobre alle ore 14:30 nella chiesa del monastero e furono presiedute dall'abate ordinario Vinzenz Wohlwend.

## Opere
- Kassian Lauterer, Bibliographica Monastica (4). Gedruckte Schriften von Kassian Lauterer, in Cistercienser-Chronik, n. 119, 2012,  pp. 63-70.
- Kassian Lauterer, Im Dienst des Evangeliums und des Ordens. Predigten, Ansprachen und Zeitungskommentare, a cura di Karlheinz Lauda.
- Kassian Lauterer, Konrad von Ebrach S.O. Cist. Lebenslauf und Schriften, in Analecta Cisterciensia, n. 17, 1961,  pp. 151-214.
- Kassian Lauterer, Zur Wirkungsgeschichte der Fürstenfelder Reformstatuten von 1595 bis zu den Zisterziensern der 20. Jahrhunderts, in Hermann Nehlsen e Klaus Wollenberg (a cura di), Zisterzienser zwischen Zentralisierung und Regionalisierung. 400 Jahre Fürstenfelder Äbtetreffen, Francoforte sul Meno, Lang, 1998,  pp. 713-727, ISBN 978-3-631-32177-5.